# Olympique Lyonnais 2016-2017
Questa voce raccoglie le informazioni riguardanti l'Olympique Lyonnais nelle competizioni ufficiali della stagione 2016-2017.

## Stagione

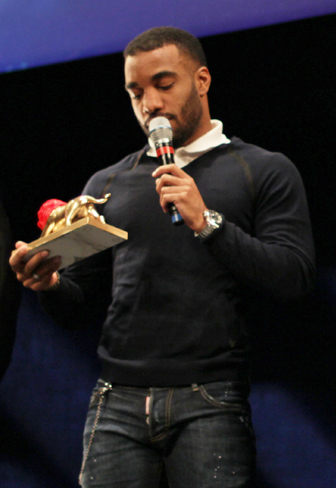
Alexandre Lacazette, miglior marcatore della società negli ultimi anni.

Con il raggiungimento del secondo posto in campionato, valido per l'accesso alla fase finale della Champions League, a seguito di un inizio stagione negativo sotto Fournier, la società decide di rinnovare il contratto per tre stagioni all'interim ed ex allenatore del centro di formazione Bruno Génésio. L'estate del 2016 vede gli addii di alcuni protagonisti delle stagioni passate, quali Henri Bedimo (passato a parametro zero al Marsiglia), Bakary Koné (direzione Malaga), Samuel Umtiti (ceduto a suon di milioni al Barcellona) e Gueïda Fofana (quest'ultimo si ritira dal calcio giocato nonostante la giovane età a causa di un grave infortunio subito nelle stagioni passate). Al loro posto vengono acquistati il difensore argentino Emanuel Mammana dal River Plate, lo svincolato Nicolas N'Koulou dal Marsiglia e il nazionale polacco Maciej Rybus dal Terek Groznyj. Un duro colpo alle ambizioni del Lione arriva dall'esordio stagionale, a Klagenfurt in Supercoppa di Francia, con i campioni in carica del PSG che si impongono nettamente per 4-1. A segno per i Gones Corentin Tolisso.
Ottimo debutto in campionato per la compagine di Genesio: battuta 3-0 la neopromossa Nancy con una tripletta proprio di Lacazette allo Stadio Marcel Picot.

## Maglie e sponsor
Lo sponsor tecnico per la stagione 2016-2017 è Adidas, mentre lo sponsor ufficiale è Hyundai. La prima maglia è bianca con striscia verticale rossa e blu spezzata al centro dal main sponsor Hyundai, oltre al colletto bicolore, nel quale sul retro è decorato da un rettangolo blu e oro, un particolare ripreso anche per rifinire l’orlo delle maniche. Lo stemma societario dell’OL è ricamato a sinistra, dalla parte opposta c’è invece il logo di adidas. Le tipiche tre strisce, in blu, sono state spostate lungo i fianchi. I calzoncini e calzettoni sono bianchi con inserti blu e rossi. La seconda divisa si propone di omaggiare la Francia, che ha ospitato gli Europei 2016: la base è blu con un motivo a bande orizzontali tono su tono che ricopre solo la parte frontale; il retro infatti è monocromatico. Sul colletto a girocollo e sull’orlo delle maniche sono presenti i colori bianco e rosso, che insieme al blu vanno a formare il tricolore francese. I pantaloncini e i calzettoni sono entrambi blu con inserti bianchi e rossi.
| Casa | Trasferta |

## Organigramma societario
Area direttiva
- Presidente: Jean-Michel Aulas
- Consigliere: Gérard Houllier
- Direttore generale: Thierry Sauvage
- Direttore generale amministrazione e finanze/Direttrice generale aggiunta: Emmanuelle Sarrabay
- Direttore generale attività commerciali/Direttore generale aggiunto: Harry Moyal
- Presidente dell'associazione: Jacques Matagrin, Bernard Lacombe[6]
- Legale: Vincent Ponsot

Area organizzativa
- Segretario generale: Patrick Iliou

Area comunicazione
- Direttore relazioni esterne/Direttore generale aggiunto: Olivier Blanc
- Ufficio stampa: Pierre Bideau

Area marketing
- Direttore marketing: Harry Moyal

Area tecnica
- Direttore sportivo: Guy Genet
- Direttore centro di formazione: Stéphane Roche
- Allenatore: Bruno Génésio
- Allenatore in seconda: Gérald Baticle, Cláudio Caçapa
- Preparatori atletici: Antonio Pintus, Dimitri Farbos, Antonin Da Fronseca
- Preparatore dei portieri: Joël Bats

Area sanitaria
- Responsabile: Eric Rolland
- Medico sociale: Emmanuel Orhant
- Massaggiatori: Abdeljelil Redissi, Patrick Perret, Ange François Costella, Jérémy Jacquemot

## Rosa

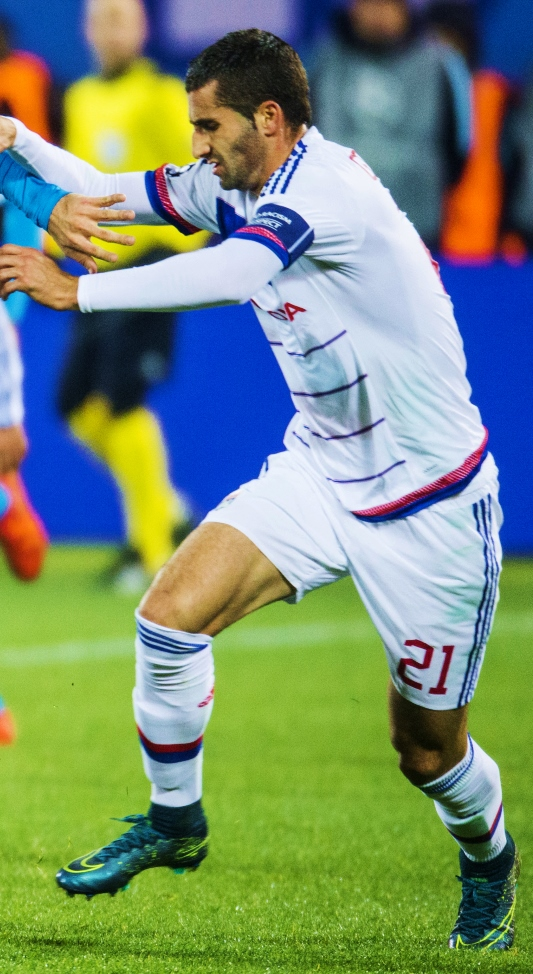
Maxime Gonalons, capitano dei Gones nella stagione 2016-2017.

Rosa, numerazione e ruoli tratti dal sito web ufficiale della società.
| N. |                        | Ruolo | Calciatore           |
| -- | ---------------------- | ----- | -------------------- |
| 1  | Portogallo (bandiera)  | P     | Anthony Lopes        |
| 2  | Francia (bandiera)     | D     | Mapou Yanga-Mbiwa    |
| 3  | Camerun (bandiera)     | D     | Nicolas N'Koulou     |
| 4  | Argentina (bandiera)   | D     | Emanuel Mammana      |
| 5  | Francia (bandiera)     | D     | Mouctar Diakhaby     |
| 7  | Francia (bandiera)     | C     | Clément Grenier      |
| 8  | Francia (bandiera)     | C     | Corentin Tolisso     |
| 9  | Paesi Bassi (bandiera) | C     | Memphis Depay        |
| 10 | Francia (bandiera)     | A     | Alexandre Lacazette  |
| 11 | Algeria (bandiera)     | A     | Rachid Ghezzal       |
| 12 | Francia (bandiera)     | C     | Jordan Ferri         |
| 13 | Francia (bandiera)     | D     | Christophe Jallet    |
| 14 | Spagna (bandiera)      | C     | Sergi Darder         |
| 15 | Francia (bandiera)     | D     | Jérémy Morel         |
| 16 | Francia (bandiera)     | P     | Lucas Mocio          |
| 18 | Francia (bandiera)     | C     | Nabil Fekir          |
| 19 | Francia (bandiera)     | A     | Jean-Philippe Mateta |
| 20 | Brasile (bandiera)     | D     | Rafael               |

| N. |                           | Ruolo | Calciatore                  |
| -- | ------------------------- | ----- | --------------------------- |
| 21 | Francia (bandiera)        | C     | Maxime Gonalons (capitano)  |
| 22 | Francia (bandiera)        | C     | Gaëtan Perrin               |
| 23 | Francia (bandiera)        | D     | Jordy Gaspar                |
| 24 | Francia (bandiera)        | C     | Olivier Kemen               |
| 25 | Francia (bandiera)        | C     | Houssem Aouar               |
| 26 | Francia (bandiera)        | A     | Aldo Kalulu                 |
| 27 | Costa d'Avorio (bandiera) | A     | Maxwel Cornet               |
| 28 | Francia (bandiera)        | C     | Mathieu Valbuena            |
| 29 | Francia (bandiera)        | C     | Lucas Tousart               |
| 30 | Francia (bandiera)        | P     | Mathieu Gorgelin            |
| 31 | Polonia (bandiera)        | D     | Maciej Rybus                |
| 33 | Francia (bandiera)        | A     | Myziane Maolida             |
| 34 | Francia (bandiera)        | D     | Maxime D'Arpino             |
| 45 | Rep. del Congo (bandiera) | A     | Alan Dzabana                |
| 46 | Lussemburgo (bandiera)    | D     | Christopher Martins Pereira |
| 48 | Francia (bandiera)        | C     | Timothé Cognat              |
| 50 | Francia (bandiera)        | P     | Dorian Grange               |

## Calciomercato

### Sessione estiva(dal 09/06 al 31/08)
| Acquisti | Acquisti             | Acquisti    | Acquisti                   |
| R.       | Nome                 | da          | Modalità                   |
| -------- | -------------------- | ----------- | -------------------------- |
| D        | Emanuel Mammana      | River Plate | definitivo (7,5 milioni €) |
| D        | Louis Nganioni       | Utrecht     | fine prestito              |
| D        | Nicolas N'Koulou     |             | svincolato                 |
| D        | Lindsay Rose         | Lorient     | fine prestito              |
| D        | Maciej Rybus         |             | svincolato                 |
| A        | Jean-Philippe Mateta | Châteauroux | definitivo                 |

| Cessioni | Cessioni            | Cessioni        | Cessioni                   |
| R.       | Nome                | a               | Modalità                   |
| -------- | ------------------- | --------------- | -------------------------- |
| D        | Henri Bedimo        |                 | svincolato                 |
| D        | Bakary Koné         | Malaga          | definitivo (800.000 €)     |
| D        | Louis Nganioni      | Brest           | prestito                   |
| D        | Lindsay Rose        | Lorient         | definitivo (1,5 milioni €) |
| D        | Samuel Umtiti       | Barcellona      | definitivo (25 milioni €)  |
| C        | Romain Del Castillo | Bourg-en-Bresse | prestito                   |
| C        | Steed Malbranque    |                 | svincolato                 |
| C        | Arnold Mvuemba      |                 | svincolato                 |
| A        | Zakarie Labidi      | Brest           | prestito                   |
| A        | Mour Paye           |                 | svincolato                 |

### Sessione invernale(dal 01/01 al 31/01)
| Acquisti | Acquisti      | Acquisti          | Acquisti                    |
| R.       | Nome          | da                | Modalità                    |
| -------- | ------------- | ----------------- | --------------------------- |
| C        | Memphis Depay | Manchester United | definitivo (16+9 milioni €) |

| Cessioni | Cessioni        | Cessioni        | Cessioni      |
| R.       | Nome            | a               | Modalità      |
| -------- | --------------- | --------------- | ------------- |
| C        | Gueïda Fofana   |                 | fine carriera |
| C        | Clément Grenier | Roma            | prestito      |
| C        | Olivier Kemen   | Gazélec Ajaccio | prestito      |
| C        | Gaëtan Perrin   | Orléans         | prestito      |
| A        | Aldo Kalulu     | Rennes          | prestito      |

## Risultati

### Ligue 1

#### Girone d'andata
| Arbitro: | Delerue |

|  |           |                           |
|  | Marcatori | 33’, 44’, 90+3’ Lacazette |

| Arbitro: | Millot |

|                                    |           |  |
| Lacazette 31’ (rig.), 90+6’ (rig.) | Marcatori |  |

| Arbitro: | Hamel |

|                                                                    |           |                           |
| Sammaritano 24’ (rig.) Tavares 45+1’ Bahamboula 73’ Lees-Melou 88’ | Marcatori | 20’ Tolisso 37’ Lacazette |

| Arbitro: | Buquet |

|           |           |                                    |
| Kalulu 2’ | Marcatori | 33’ Malcolm 71’ Sertic 90+1’ Ménez |

| Marsiglia 18 settembre 2016, ore 20:45 CEST 5ª giornata | Olympique Marsiglia | 0 – 0 referto | Olympique Lione | Stade Vélodrome (32.564 spett.)\| Arbitro: \| Gautier \| |
| Arbitro:                                                | Gautier             |               |                 |                                                          |

| Arbitro: | Varela |

|                                                   |           |           |
| Fekir 36’ (rig.), 57’ Tolisso 42’, 71’ Cornet 75’ | Marcatori | 4’ Sanson |

| Arbitro: | Lesage |

|           |           |  |
| Cabot 51’ | Marcatori |  |

| Arbitro: | Turpin |

|                        |           |  |
| Darder 41’ Ghezzal 88’ | Marcatori |  |

| Arbitro: | Buquet |

|                    |           |  |
| Baysse 5’ Seri 76’ | Marcatori |  |

| Arbitro: | Gautier |

|                      |           |                           |
| Lacazette 37’ (rig.) | Marcatori | 46’ Salibur 52’, 77’ Coco |

| Arbitro: | Millot |

|             |           |                           |
| Jullien 26’ | Marcatori | 15’ (rig.), 52’ Lacazette |

| Arbitro: | Schneider |

|                                           |           |                |
| Lacazette 37’ (rig.) Bengtsson 86’ (aut.) | Marcatori | 90+2’ Crivelli |

| Arbitro: | Miguelgorry |

|  |           |           |
|  | Marcatori | 3’ Cornet |

| Arbitro: | Buquet |

|              |           |                        |
| Valbuena 48’ | Marcatori | 30’ (rig.), 81’ Cavani |

| Arbitro: | Turpin |

|  |           |                                                                                   |
|  | Marcatori | 16’ Tolisso 39’ (rig.) Lacazette 42’ Gonalons 60’ Valbuena 75’ Diakhaby 81’ Fekir |

| Arbitro: | Buquet |

|  |           |                                       |
|  | Marcatori | 59’ Lacazette 87’ Ferri 90+1’ Tolisso |

| Arbitro: | Delerue |

|              |           |  |
| Valbuena 27’ | Marcatori |  |

| Arbitro: | Buquet |

|              |           |                                        |
| Bakayoko 70’ | Marcatori | 29’ Ghezzal 65’ Valbuena 87’ Lacazette |

| Arbitro: | Turpin |

|                        |           |  |
| Lacazette 9’ Fekir 84’ | Marcatori |  |

#### Girone di ritorno
| Arbitro: | Schneider |

|                                          |           |                           |
| Cornet 8’ (aut.) Santini 28’ (rig.), 61’ | Marcatori | 35’ (rig.), 45’ Lacazette |

| Arbitro: | Buquet |

|                                 |           |           |
| Valbuena 43’ Lacazette 61’, 75’ | Marcatori | 67’ Dória |

| Arbitro: | Hamel |

|                      |           |                        |
| Lacazette 86’ (rig.) | Marcatori | 38’, 80’ (rig.) Benzia |

| Arbitro: | Chapron |

|                                     |           |  |
| Monnet-Paquet 9’ Romain Hamouma 22’ | Marcatori |  |

| Arbitro: | Varela |

|                                                       |           |  |
| Valbuena 39’ Fekir 43’ Lacazette 54’ (rig.) Depay 58’ | Marcatori |  |

| Arbitro: | Schneider |

|                        |           |               |
| Diallo 31’ Benezet 34’ | Marcatori | 10’ Lacazette |

| Arbitro: | Millot |

|                                                 |           |                      |
| Tolisso 11’, 80’ Lacazette 84’ (rig.) Fekir 90’ | Marcatori | 30’ Tavares 48’ Dony |

| Arbitro: | Letexier |

|                                                               |           |  |
| Depay 43’, 54’ Balliu 75’ (aut.) Lacazette 77’ Valbuena 90+2’ | Marcatori |  |

| Arbitro: | Schneider |

|          |           |             |
| Vada 17’ | Marcatori | 78’ Mammana |

| Arbitro: | Bastien |

|                                      |           |  |
| Jallet 36’ Cornet 47’ Depay 53’, 82’ | Marcatori |  |

| Arbitro: | Turpin |

|                        |           |              |
| Rabiot 34’ Draxler 40’ | Marcatori | 6’ Lacazette |

| Arbitro: | Gautier |

|            |           |            |
| Mubele 82’ | Marcatori | 53’ Cornet |

| Arbitro: | Rainville |

|             |           |                                           |
| Tolisso 28’ | Marcatori | 42’ Waris 49’ Marveaux 74’, 81’ Moukandjo |

| Furiani 16 aprile 2017, ore 17:00 CEST 33ª giornata | Bastia  | 0 – 3 referto | Olympique Lione | Stade Armand Cesari (12.800 spett.)\| Arbitro: \| Delerue \| |
| Arbitro:                                            | Delerue |               |                 |                                                              |

| Arbitro: | Bastien |

|             |           |                       |
| Tousart 51’ | Marcatori | 36’ Falcao 44’ Mbappé |

| Arbitro: | Gautier |

|            |           |                        |
| N'Doye 49’ | Marcatori | 17’ Valbuena 42’ Fekir |

| Arbitro: | Lesage |

|                                  |           |                        |
| Fekir 65’ (rig.) Cornet 70’, 80’ | Marcatori | 19’ Rongier 75’ Gillet |

| Arbitro: | Letexier |

|            |           |                                |
| Mounié 35’ | Marcatori | 17’ Fekir 22’, 90+5’ Lacazette |

| Arbitro: | Miguelgorry |

|                                           |           |                           |
| Le Marchand 10’ (aut.) Lacazette 48’, 78’ | Marcatori | 15’, 69’ Donis 90+4’ Seri |

### Coupe de France

#### Fase a eliminazione diretta
| Arbitro: | Letexier |

|                                                    |           |  |
| Lacazette 4’ Diakhaby 9’ Fekir 42’ Cornet 71’, 75’ | Marcatori |  |

| Arbitro: | Delerue |

|                      |           |             |
| Fanni 24’ Dória 109’ | Marcatori | 64’ Tolisso |

### Coupe de la Ligue

#### Fase a eliminazione diretta
| Arbitro: | Millot |

|                                         |                      |                                        |
| Valbuena 43’ Lacazette 75’              | Marcatori            | 21’ Blas 70’ De Pauw                   |
| Fekir Mammana Jallet Valbuena Lacazette | Tiri di rigore 3 – 4 | Giresse De Pauw Angoua Diabaté Kerbrat |

### Champions League

#### Fase a gironi
| Arbitro: | Strömbergsson |

|                                  |           |  |
| Tolisso 13’ Ferri 49’ Cornet 57’ | Marcatori |  |

| Arbitro: | Nijhuis |

|                |           |  |
| Ben Yedder 53’ | Marcatori |  |

| Arbitro: | Marciniak |

|  |           |              |
|  | Marcatori | 76’ Cuadrado |

| Arbitro: | Kuipers |

|                    |           |             |
| Higuaín 13’ (rig.) | Marcatori | 85’ Tolisso |

| Arbitro: | Královec |

|  |           |               |
|  | Marcatori | 72’ Lacazette |

| Décines-Charpieu 7 dicembre 2016, ore 20:45 CET Gruppo H - 6ª giornata | Olympique Lione | 0 – 0 referto | Siviglia | Parc Olympique Lyonnais (52.423 spett.)\| Arbitro: \| Eriksson \| |
| Arbitro:                                                               | Eriksson        |               |          |                                                                   |

### Europa League

#### Fase a eliminazione diretta
| Arbitro: | Madden |

|                        |           |                                              |
| Jahanbakhsh 68’ (rig.) | Marcatori | 26’ Tousart 45+2’, 57’ Lacazette 90+5’ Ferri |

| Arbitro: | Kul'bakoŭ |

|                                                                 |           |            |
| Fekir 5’, 27’, 78’ Cornet 17’ Darder 34’ Aouar 87’ Diakhaby 89’ | Marcatori | 26’ García |

| Arbitro: | Taylor |

|                                                   |           |                     |
| Diakhaby 8’ Tolisso 47’ Fekir 74’ Lacazette 90+2’ | Marcatori | 20’ Salah 33’ Fazio |

| Arbitro: | Kassai |

|                                  |           |              |
| Strootman 17’ Tousart 60’ (aut.) | Marcatori | 16’ Diakhaby |

| Arbitro: | Lahoz |

|                       |           |           |
| Tolisso 83’ Morel 84’ | Marcatori | 15’ Babel |

| Arbitro: | Mažić |

|                                                            |                      |                                                               |
| Talisca 27’, 58’                                           | Marcatori            | 34’ Lacazette                                                 |
| Babel Tosun Hutchinson Arslan Talisca Uysal Tošić Mitrović | Tiri di rigore 6 – 7 | Fekir Tolisso Ghezzal Rybus Valbuena Diakhaby Jallet Gonalons |

| Arbitro: | Rocchi |

|                                        |           |              |
| Traoré 25’, 71’ Dolberg 34’ Younes 79’ | Marcatori | 66’ Valbuena |

| Arbitro: | Hațegan |

|                                       |           |             |
| Lacazette 45’ (rig.), 47’ Ghezzal 81’ | Marcatori | 27’ Dolberg |

### Trophée des champions
| Arbitro: | Harkam |

|                                               |           |             |
| Pastore 9’ Lucas 20’ Ben Arfa 35’ Kurzawa 54’ | Marcatori | 87’ Tolisso |

## Statistiche

### Statistiche di squadra
| Competizione          | Punti | In casa | In casa | In casa | In casa | In casa | In casa | In trasferta | In trasferta | In trasferta | In trasferta | In trasferta | In trasferta | Totale | Totale | Totale | Totale | Totale | Totale | DR  |
| Competizione          | Punti | G       | V       | N       | P       | Gf      | Gs      | G            | V            | N            | P            | Gf           | Gs           | G      | V      | N      | P      | Gf     | Gs     | DR  |
| --------------------- | ----- | ------- | ------- | ------- | ------- | ------- | ------- | ------------ | ------------ | ------------ | ------------ | ------------ | ------------ | ------ | ------ | ------ | ------ | ------ | ------ | --- |
| Ligue 1               | 67    | 19      | 12      | 1       | 6       | 46      | 26      | 19           | 9            | 3            | 7            | 31           | 22           | 38     | 21     | 4      | 13     | 77     | 48     | +29 |
| Coupe de France       | -     | 1       | 1       | 0       | 0       | 5       | 0       | 1            | 0            | 0            | 1            | 1            | 2            | 2      | 1      | 0      | 1      | 6      | 2      | +4  |
| Coupe de la Ligue     | -     | 1       | 0       | 1       | 0       | 2       | 2       | -            | -            | -            | -            | -            | -            | 1      | 0      | 1      | 0      | 2      | 2      | 0   |
| Champions League      | -     | 3       | 1       | 1       | 1       | 3       | 1       | 3            | 1            | 1            | 1            | 2            | 2            | 6      | 2      | 2      | 2      | 5      | 3      | +2  |
| Europa League         | -     | 4       | 4       | 0       | 0       | 16      | 5       | 4            | 1            | 0            | 3            | 7            | 9            | 8      | 5      | 0      | 3      | 23     | 14     | +9  |
| Trophée des champions | -     | -       | -       | -       | -       | -       | -       | -            | -            | -            | -            | -            | -            | 1      | 0      | 0      | 1      | 1      | 4      | -3  |
| Totale                | -     | 28      | 18      | 3       | 7       | 72      | 34      | 27           | 11           | 4            | 12           | 41           | 35           | 56     | 29     | 7      | 20     | 114    | 73     | +41 |

### Andamento in campionato
| Giornata  | 1 | 2 | 3 | 4 | 5 | 6 | 7 | 8 | 9 | 10 | 11 | 12 | 13 | 14 | 15 | 16 | 17 | 18 | 19 | 20 | 21 | 22 | 23 | 24 | 25 | 26 | 27 | 28 | 29 | 30 | 31 | 32 | 33 | 34 | 35 | 36 | 37 | 38 |
| --------- | - | - | - | - | - | - | - | - | - | -- | -- | -- | -- | -- | -- | -- | -- | -- | -- | -- | -- | -- | -- | -- | -- | -- | -- | -- | -- | -- | -- | -- | -- | -- | -- | -- | -- | -- |
| Luogo     | T | C | T | C | T | C | T | C | T | C  | T  | C  | T  | C  | T  | T  | C  | T  | C  | T  | C  | C  | T  | C  | T  | C  | C  | T  | C  | T  | T  | C  | T  | C  | T  | C  | T  | C  |
| Risultato | V | V | P | P | N | V | P | V | P | P  | V  | V  | V  | P  | V  | V  | V  | V  | V  | P  | V  | P  | P  | V  | P  | V  | V  | N  | V  | P  | N  | V  | V  | P  | V  | V  | V  | V  |
| Posizione | 1 | 1 | 4 | 8 | 9 | 7 | 9 | 5 | 8 | 10 | 8  | 7  | 4  | 7  | 4  | 4  | 4  | 4  | 4  | 4  | 4  | 4  | 4  | 4  | 4  | 4  | 4  | 4  | 4  | 4  | 4  | 4  | 4  | 5  | 4  | 4  | 4  | 4  |

Fonte:  Classements, su lfp.fr, LFP.
Legenda:

Luogo: C = Casa; T = Trasferta. Risultato: V = Vittoria; N = Pareggio; P = Sconfitta.

### Statistiche dei giocatori
| Giocatore      | Ligue 1  | Ligue 1 | Ligue 1     | Ligue 1    | Coupe de France Coupe de la Ligue | Coupe de France Coupe de la Ligue | Coupe de France Coupe de la Ligue | Coupe de France Coupe de la Ligue | Champions League Europa League | Champions League Europa League | Champions League Europa League | Champions League Europa League | Trophée des Champions | Trophée des Champions | Trophée des Champions | Trophée des Champions | Totale   | Totale | Totale      | Totale     |
| Giocatore      | Presenze | Reti    | Ammonizioni | Espulsioni | Presenze                          | Reti                              | Ammonizioni                       | Espulsioni                        | Presenze                       | Reti                           | Ammonizioni                    | Espulsioni                     | Presenze              | Reti                  | Ammonizioni           | Espulsioni            | Presenze | Reti   | Ammonizioni | Espulsioni |
| -------------- | -------- | ------- | ----------- | ---------- | --------------------------------- | --------------------------------- | --------------------------------- | --------------------------------- | ------------------------------ | ------------------------------ | ------------------------------ | ------------------------------ | --------------------- | --------------------- | --------------------- | --------------------- | -------- | ------ | ----------- | ---------- |
| H. Aouar       | 3        | 0       | 0           | 0          | -                                 | -                                 | -                                 | -                                 | 0+2                            | 0+1                            | 0                              | 0                              | 0                     | 0                     | 0                     | 0                     | 5        | 1      | 0           | 0          |
| T. Cognat      | -        | -       | -           | -          | 0                                 | 0                                 | 0                                 | 0                                 | -                              | -                              | -                              | -                              | -                     | -                     | -                     | -                     | 0        | 0      | 0           | 0          |
| M. Cornet      | 33       | 6       | 1           | 0          | 2+1                               | 2+0                               | 0                                 | 0                                 | 6+8                            | 1+1                            | 1+1                            | 0                              | 1                     | 0                     | 0                     | 0                     | 51       | 10     | 3           | 0          |
| S. Darder      | 23       | 1       | 3           | 0          | 2+1                               | 0                                 | 1+0                               | 0                                 | 6+2                            | 0+1                            | 2+0                            | 0                              | 1                     | 0                     | 0                     | 0                     | 35       | 2      | 6           | 0          |
| M. D'Arpino    | -        | -       | -           | -          | -                                 | -                                 | -                                 | -                                 | -                              | -                              | -                              | -                              | -                     | -                     | -                     | -                     | -        | -      | -           | -          |
| M. Depay       | 17       | 5       | 1           | 0          | 1+0                               | 0                                 | 0                                 | 0                                 | -                              | -                              | -                              | -                              | -                     | -                     | -                     | -                     | 18       | 5      | 1           | 0          |
| M. Diakhaby    | 22       | 1       | 5           | 0          | 1+0                               | 1+0                               | 0                                 | 0                                 | 3+8                            | 0+3                            | 1+1                            | 0                              | 0                     | 0                     | 0                     | 0                     | 34       | 5      | 7           | 0          |
| A. Dzabana     | -        | -       | -           | -          | -                                 | -                                 | -                                 | -                                 | 0                              | 0                              | 0                              | 0                              | -                     | -                     | -                     | -                     | 0        | 0      | 0           | 0          |
| N. Fekir       | 32       | 9       | 5           | 1          | 2+1                               | 1+0                               | 0                                 | 0                                 | 5+8                            | 0+4                            | 0+2                            | 0                              | 1                     | 0                     | 0                     | 0                     | 49       | 14     | 7           | 1          |
| J. Ferri       | 28       | 1       | 4           | 0          | 1+1                               | 0                                 | 0                                 | 0                                 | 3+2                            | 1+1                            | 1+0                            | 0                              | 1                     | 0                     | 0                     | 0                     | 36       | 3      | 5           | 0          |
| J. Gaspar      | 2        | 0       | 1           | 0          | 0                                 | 0                                 | 0                                 | 0                                 | 1+0                            | 0                              | 1+0                            | 0                              | -                     | -                     | -                     | -                     | 3        | 0      | 2           | 0          |
| R. Ghezzal     | 26       | 2       | 3           | 1          | 1+0                               | 0                                 | 0                                 | 0                                 | 5+6                            | 0+1                            | 1+0                            | 0                              | -                     | -                     | -                     | -                     | 38       | 3      | 4           | 1          |
| M. Gonalons    | 30       | 1       | 7           | 1          | 2+0                               | 0                                 | 0                                 | 0                                 | 6+6                            | 0                              | 2+3                            | 0                              | 1                     | 0                     | 0                     | 0                     | 45       | 1      | 12          | 1          |
| M. Gorgelin    | 1        | -2      | 0           | 0          | 0+1                               | -2                                | 0                                 | 0                                 | 0                              | -0                             | 0                              | 0                              | 0                     | -0                    | 0                     | 0                     | 2        | -4     | 0           | 0          |
| D. Grange      | -        | -       | -           | -          | -                                 | -                                 | -                                 | -                                 | -                              | -                              | -                              | -                              | -                     | -                     | -                     | -                     | -        | -      | -           | -          |
| C. Grenier     | 4        | 0       | 0           | 0          | 0+1                               | 0                                 | 0                                 | 0                                 | 1+0                            | 0                              | 0                              | 0                              | 0                     | 0                     | 0                     | 0                     | 6        | 0      | 0           | 0          |
| C. Jallet      | 13       | 1       | 0           | 0          | 0+1                               | 0                                 | 0                                 | 0                                 | 0+7                            | 0                              | 0+2                            | 0                              | 1                     | 0                     | 0                     | 0                     | 22       | 1      | 2           | 0          |
| A. Kalulu      | 4        | 1       | 0           | 0          | -                                 | -                                 | -                                 | -                                 | 2+0                            | 0                              | 0                              | 0                              | -                     | -                     | -                     | -                     | 6        | 1      | 0           | 0          |
| O. Kemen       | 2        | 0       | 0           | 0          | -                                 | -                                 | -                                 | -                                 | 0                              | 0                              | 0                              | 0                              | -                     | -                     | -                     | -                     | 2        | 0      | 0           | 0          |
| A. Lacazette   | 30       | 28      | 3           | 0          | 1+1                               | 1+1                               | 0                                 | 0                                 | 4+8                            | 1+6                            | 1+1                            | 0                              | 1                     | 0                     | 1                     | 0                     | 45       | 37     | 6           | 0          |
| A. Lopes       | 37       | -46     | 0           | 0          | 2+0                               | -2                                | 0                                 | 0                                 | 6+8                            | -17                            | 0+1                            | 0                              | 1                     | -4                    | 0                     | 0                     | 54       | -69    | 1           | 0          |
| E. Mammana     | 17       | 1       | 3           | 0          | 2+1                               | 0                                 | 0                                 | 0                                 | 1+4                            | 0                              | 0+1                            | 0                              | -                     | -                     | -                     | -                     | 25       | 1      | 4           | 0          |
| M. Maolida     | 0        | 0       | 0           | 0          | -                                 | -                                 | -                                 | -                                 | -                              | -                              | -                              | -                              | -                     | -                     | -                     | -                     | 0        | 0      | 0           | 0          |
| J. Mateta      | 2        | 0       | 0           | 0          | 0                                 | 0                                 | 0                                 | 0                                 | -                              | -                              | -                              | -                              | -                     | -                     | -                     | -                     | 2        | 0      | 0           | 0          |
| L. Mocio       | 0        | -0      | 0           | 0          | 0                                 | -0                                | 0                                 | 0                                 | -                              | -                              | -                              | -                              | -                     | -                     | -                     | -                     | 0        | -0     | 0           | 0          |
| J. Morel       | 29       | 0       | 3           | 0          | 2+0                               | 0                                 | 0                                 | 0                                 | 6+6                            | 0+1                            | 0+1                            | 0                              | 1                     | 0                     | 0                     | 0                     | 44       | 1      | 4           | 0          |
| N. N'Koulou    | 13       | 0       | 2           | 0          | 0+1                               | 0                                 | 0                                 | 0                                 | 4+3                            | 0                              | 0+1                            | 0                              | 1                     | 0                     | 0                     | 0                     | 22       | 0      | 3           | 0          |
| G. Perrin      | 0        | 0       | 0           | 0          | -                                 | -                                 | -                                 | -                                 | -                              | -                              | -                              | -                              | -                     | -                     | -                     | -                     | 0        | 0      | 0           | 0          |
| Rafael         | 27       | 0       | 8           | 1          | 2+0                               | 0                                 | 1+0                               | 0                                 | 5+6                            | 0                              | 2+1                            | 0                              | 1                     | 0                     | 0                     | 0                     | 41       | 0      | 12          | 1          |
| M. Rybus       | 19       | 0       | 1           | 0          | 1+1                               | 0                                 | 1+0                               | 0                                 | 4+3                            | 0                              | 0                              | 0                              | -                     | -                     | -                     | -                     | 28       | 0      | 2           | 0          |
| C. Tolisso     | 31       | 8       | 1           | 1          | 1+0                               | 1+0                               | 0                                 | 0                                 | 6+8                            | 2+2                            | 1+1                            | 0                              | 1                     | 1                     | 0                     | 0                     | 47       | 14     | 3           | 1          |
| L. Tousart     | 22       | 1       | 1           | 0          | 2+1                               | 0                                 | 1+0                               | 0                                 | 1+7                            | 0+1                            | 0+2                            | 0                              | -                     | -                     | -                     | -                     | 33       | 2      | 4           | 0          |
| M. Valbuena    | 30       | 8       | 6           | 0          | 2+1                               | 0+1                               | 0                                 | 0                                 | 3+6                            | 0+1                            | 0+1                            | 0                              | 1                     | 0                     | 0                     | 0                     | 43       | 10     | 7           | 0          |
| M. Yanga-Mbiwa | 25       | 0       | 7           | 0          | 1+0                               | 0                                 | 0                                 | 0                                 | 5+2                            | 0                              | 1+0                            | 0                              | 1                     | 0                     | 1                     | 0                     | 34       | 0      | 9           | 0          |